# Young Money Entertainment
Young Money Entertainment es un sello discográfico fundado por el rapero estadounidense, Lil Wayne. El sello es una filial de Cash Money Records y es distribuido por Republic Records.
El sello ha lanzado diez álbumes los cuales han alcanzado el n.º 1 en el Billboard 200; de los cuales se encuentran Tha Carter III, I Am Not a Human Being y Tha Carter IV de Lil Wayne. Thank Me Later, Take Care, Nothing Was the Same, If You're Reading This It's Too Late y What a Time to Be Alive por Drake. También Pink Friday y Pink Friday: Roman Reloaded de Nicki Minaj, hasta el momento el último es Scorpion de Drake. Así mismo, el sello ha producido múltiples artistas como Austin Mahone, Mack Maine, Nicki Minaj, Drake y Kesha, entre otros quienes han tenido una gran recepción en la industria musical.

## Artistas de Young Money

### Actos actuales

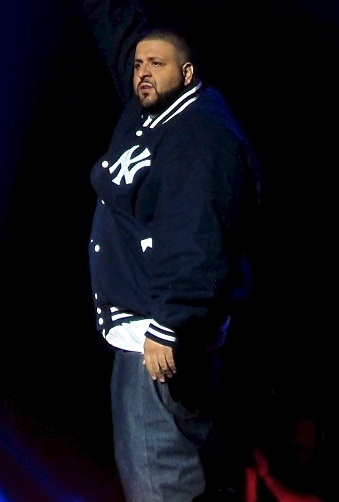
DJ Khaled

| - Euro - Flow - Gudda Gudda - HoodyBaby | - Lil Wayne - Mack Maine - Nicki Minaj - Reginae Carter - Stephanie Acevedo - T-Streets - Drake |

### Ex-actos
- Boo
- Busta Rhymes
- Curren$y
- DJ Khaled
- Jay Sean
- Kidd Kidd
- Lil Chuckee
- Omarion
- PJ Morton
- Short Dawg
- Tyga
- Torion Sellers
- Drake

## Álbumes del sello discográfico
| Año  | Artista     | Título                 | Información del álbum | Tabla de posiciones | Tabla de posiciones | Tabla de posiciones | Tabla de posiciones | Tabla de posiciones | Certificaciones                                 | Ventas          |
| Año  | Artista     | Título                 | Información del álbum | US                  | US R&B              | US Rap              | CAN                 | UK                  | Certificaciones                                 | Ventas          |
| ---- | ----------- | ---------------------- | --- | ------------------- | ------------------- | ------------------- | ------------------- | ------------------- | ----------------------------------------------- | --------------- |
| 2008 | Lil Wayne   | Tha Carter III         | - Publicado: 10 de junio de 2008 - Singles: "Lollipop", "A Milli", "Got Money", "Mrs. Officer"                                                                                    | 1                   | 1                   | 1                   | 1                   | 23                  | - US: 3× Platinum - UK: Gold - Can: 2x Platinum | - US: 3,600,000 |
| 2008 | Tyga        | No Introduction        | - Publicado: 10 de junio de 2008 - Singles: "Coconut Juice" | 112                 | 25                  | 9                   | —                   | —                   | —                                               | - US: 35,000    |
| 2009 | Drake       | So Far Gone – EP       | - Publicado: 15 de septiembre de 2009 - Singles: "Best I Ever Had", "Successful"                                                                                                  | 6                   | 3                   | 2                   | 17                  | —                   | - US: Gold                                      | - US: 500,000   |
| 2009 | Young Money | We Are Young Money     | - Publicado: 21 de diciembre de 2009 - Singles: "Every Girl", "BedRock", "Roger That"                                                                                             | 9                   | 3                   | 1                   | —                   | —                   | - US: Gold                                      | - US: 500,000   |
| 2010 | Lil Wayne   | Rebirth                | - Publicado: 2 de febrero de 2010 - Singles: "Prom Queen", "On Fire", "Drop the World"                                                                                            | 2                   | 1                   | 1                   | 5                   | 24                  | - US: Gold                                      | - US: 775,000   |
| 2010 | Drake       | Thank Me Later         | - Publicado: 15 de junio de 2010 - Singles: "Over", "Find Your Love", "Miss Me", "Fancy"                                                                                          | 1                   | 1                   | 1                   | 1                   | 15                  | - US: Platinum - UK: Gold - Can: Platinum       | - US: 1,417,000 |
| 2010 | Lil Wayne   | I Am Not a Human Being | NiNA HACSS ]] FOrever 2013 FebrerO ´ Ely Marsh ]] Love 2013 Mayo *Publicado: 27 de septiembre de 2010 - Singles: "Right Above It"                                                 | 1                   | 1                   | 1                   | 16                  | 56                  | - US: Gold                                      | - US: 953,000   |
| 2010 | Nicki Minaj | Pink Friday            | - Publicado: 19 de noviembre de 2010 - Singles: "Your Love", "Right Thru Me", "Roman's Revenge", "Did It On'em", "Moment 4 Life", "Super Bass", "Girls Fall Like Dominoes", "Fly" | 1                   | 1                   | 1                   | 8                   | 16                  | - US: Platinum - UK: Gold                       | - US: 3,000,000 |
| 2011 | Lil Wayne   | Tha Carter IV          | - Publicado: 29 de agosto de 2011 - Singles: "6 Foot 7 Foot", "John", "How To Love", "She Will"                                                                                   | 1                   | 1                   | 1                   | 1                   | 8                   | - US: Platinum                                  | - US: 1,615,000 |